# Slade Pearce
Slade Austin Pearce (Arlington, Texas; 7 de octubre de 1995) es un actor estadounidense, más conocido por su papel como "Sam Daniels" en la serie de ABC October Road.
También ha aparecido en otras series de televisión, como Crossing Jordan, House, y Criminal Minds. Él apareció en la película Yours, Mine and Ours (2005).

## Filmografía

### Películas
| Año  | Película                      | Personaje         | Notas                        |
| ---- | ----------------------------- | ----------------- | ---------------------------- |
| 2003 | Six and The City              | Michael           | Primer papel en una película |
| 2005 | Yours, Mine and Ours          | Mick North        |                              |
| 2009 | Miss March                    | Joven Eugene Bell |                              |
| 2009 | Untitled Sketch Group         | Slade             |                              |
| 2010 | Tranced                       | Jamie             | Awaiting Release             |
| 2011 | The Greening of Whitney Brown | Ben               |                              |
| 2012 | Air Buddies                   | Noah Framm        |                              |

### Televisión
| Año       | Serie de Televisión | Personaje        | Episodio/Notas              |
| --------- | ------------------- | ---------------- | --------------------------- |
| 2003      | Hope & Faith        | Justin Shanowski | Nunca salió al aire "Pilot" |
| 2005      | Crossing Jordan     | Danny Alioto     | "Under the Weather"         |
| 2007      | House               | Jasper           | "Act Your Age"              |
| 2007-2008 | October Road        | Sam Daniels      | 19 episodios                |
| 2008      | Ghost Whisperer     | Harry Benton     | "Home But Not Alone"        |
| 2009      | Criminal Minds      | The Kid          | "Bloodline"                 |